# جيبوتي للطيران
جيبوتي للطيران هي شركة طيران يقع مقرها في جيبوتي.

## العمليات
تعود ملكية جيبوتي للطيران للحكومة الجيبوتية بالإضافة إلى مستثمر خاص من الإمارات العربية المتحدة،
دخلت الشركة الخدمة في 3 مارس من عام 2011 برحلة من دبي إلى جيبوتي وخلال نفس الشهر تم إطلاق 6 رحلات بين المدينتين عبر طائرات من طراز بوينغ 737.
مع دخول طائرتان إضافيتان من طراز 737 حيز الخدمة، تهدف الشركة إلى رفع عدد المسافرين إلى 1500 مسافر.
في شباط/فبراير 2012 توقفت جيبوتي للطيران عن تسير رحلاتها الوحيدة ما بين مطار جيبوتي-أمبولي الدولي ومطار دبي الدولي.

## الوجهات
في البدء كانت تسير الرحلات إلى دبي فقط ولكن تعتزم الشركة وفي ظرف ستة أشهر تسيير المزيد من الرحلات إلى كل من إثيوبيا، الصومال، اليمن وكينيا. لاحقا سيتم توسيع نطاق الخدمة ليشمل شرق آسيا وأوروبا؛ علاوة على ذلك ستسير المزيد من الرحلات إلى الشرق الأوسط.

## الأسطول
يشمل أسطول جيبوتي للطيران (في تموز/يوليو 2011)
- طائرة واحدة من نوع بوينغ 737-200